# Gérard de Nerval
Gérard de Nerval (Paris, 22 de maio de 1808 - 26 de janeiro de 1855) foi um escritor do século XIX. É um dos autores mais importantes da literatura francesa.

## Biografia
Gérard de Nerval, nascido Gérard Labrunie a 22 de maio de 1808 em Paris, filho de um médico do exército napoleónico, é criado por um tio-avô em Mortefontaine, no Valois.
A sua mãe, que acompanha o seu pai na guerra, morre na Polónia em 1810. Em 1814, o Dr. Labrunie regressa a Paris com Gérard. Em 1822, Gérard entra no colégio Charlemagne, onde tem como condiscípulo Théophile Gautier.
Entre 1824 e 1827 compõe poesias e sátiras políticas. Em 1827, traduz para o francês o Fausto de Goethe, que é adaptado musicalmente por Berlioz em 1829 (Oito cenas de Fausto).
Em 1830 faz parte dos apoiantes românticos de Victor Hugo na "batalha" de Hernani, publica uma antologia de poesias alemãs e outra de poesias francesas.
Em 1831 começa a frequentar o Petit Cénacle, círculo de artistas boémios, escreve peças de teatro e adota o pseudónimo de Gérard de Nerval, inspirado no nome da propriedade familiar em Mortefontaine que herda mais tarde, em 1834, juntamente com 30 000 francos, que aproveita para viajar pelo sul de França e por Itália.
Em 1835 cria com o dinheiro da sua herança a revista Le Monde Dramatique, consagrada ao teatro, que abre falência menos de um ano mais tarde.
Em 1837 colabora com Alexandre Dumas no libreto da ópera cómica Piquillo, assinado unicamente por Dumas. O papel principal da peça é desempenhado por Jenny Colon, atriz pela qual Nerval se apaixona sem ser correspondido. Em 1838 Jenny casa com um flautista e Nerval viaja para a Alemanha com Dumas.
Em 1839 colabora com Dumas nas peças O alquimista (assinada por Dumas) e Léo Burckart (assinada por Nerval). Viaja a Viena onde conhece a pianista Marie Pleyel.
Em 1841 tem um primeiro episódio de psicose em Fevereiro e é internado na clínica de Mme Sainte-Colombe. O seu amigo Jules Janin escreve o seu "obituário" num jornal parisiense. Em Março, pouco depois de sair da clínica, tem uma nova crise e é internado na clínica do Dr. Blanche até Novembro. Entre as alucinações, escreve alguns sonetos das Chimères (incluindo parte de Antéros e Le Christ aux Oliviers).
Em 1842 Jenny Colon morre. Nerval publica Chansons et légendes du Valois na La Sylphide e viaja pelo Oriente. Entre 1843 e 1851 publica várias poesias, novelas e libretos e efetua várias viagens. Em 1851 publica Voyage en Orient.
Em 1852 é de novo internado alguns dias na casa Dubois. Publica Les Illuminés, La Bohème galante, Lorely, Les Nuits d'Octobre.
Em 1853 publica Petits châteaux de Bohême. É de novo internado em Fevereiro e Março na casa Dubois. Em Agosto publica Sylvie na Revue des deux mondes. No fim de Agosto é de novo internado na clínica do Dr. Blanche. Em Dezembro, El Desdichado é publicado no Le Mousquetaire, juntamente com um artigo de Alexandre Dumas revelando a loucura de Nerval. Octavie é também publicado no Le
Mousquetaire.
Em Janeiro de 1854, a compilação Les Filles du feu é publicada na editora Giraud. De Agosto a Outubro é internado na clínica do Dr. Blanche. A 31 de Outubro Pandora é publicada no Le Mousquetaire. A 30 de dezembro de 1854 a primeira parte de Promenades et souvenirs é publicada na L'Illustration. A 1 de janeiro de 1855 a primeira parte de Aurélia é publicada na Revue de Paris.
Na noite de 25 a 26 de Janeiro de 1855 Nerval é encontrado enforcado numa rua escura e gelada de Paris, com os últimos capítulos de Aurélia no bolso. É sepultado no cemitério Père Lachaise às custas dos seus amigos Théophile Gautier e Arsène Houssaye.
Em Fevereiro de 1855 as partes finais de Promenades et souvenirs e de Aurélia são publicadas.

## Características literárias
Embora esteja associado ao romantismo, Nerval foi "um original indomável e intemporal", para citar o crítico literário Harold Bloom. A sua influência estende-se de Baudelaire
a Marcel Proust (ler a homenagem ao "sonho de um sonho" que é Sylvie
em Contre Sainte-Beuve''), a Artaud, aos surrealistas André Breton (Nadja) e Michel Leiris (Aurora), assim
como a muitos escritores e artistas contemporâneos.

## Obras principais
- Piquillo (1837), libreto de ópera em colaboração com Alexandre Dumas, assinado apenas por Dumas.
- O Alquimista (1839), libreto de ópera em colaboração com Alexandre Dumas, assinado apenas por Dumas.
- Léo Burckart (1839), libreto de ópera em colaboração com Alexandre Dumas, assinado apenas por Nerval.
- Le Fort de Bitche. Souvenir de la Révolution Française (1839), novela  (Émilie).
- Les Deux Rendez-vous. Intermède. (1839), novela (Corilla).
- Les Vieilles Ballades Françaises (1842), novela (Chansons et légendes du Valois).
- Jemmy O'Dougherty (1843), novela (Jemmy).
- Le Christ aux Oliviers (1844), poema.
- LeTemple d'Isis. Souvenir de Pompéi (1845), novela (Isis).
- Les Monténégrins (1849), libreto em colaboração com Alboise.
- Les Faux Saulniers (1850), folhetim que deu origem a Angélique.
- Voyage en Orient (1851), livro esotérico e simbolista.
- Les Illuminés (1852).
- La Bohême galante (1852), folhetim.
- Les Nuits d'Octobre (1852), folhetim.
- Petits Châteaux de Bohême (1853).
- El desdichado (1853), poema.
- Sylvie (1853), novela (Sylvie: Recordações do Valois).
- Octavie (1853), novela.
- Les filles du feu (1854), coletânea de novelas incluindo Sylvie, com um prefácio em forma de carta aberta a Alexandre Dumas e terminada pelos impressionantes sonetos das Chimères.
- Amours de Vienne: Pandora (1854), novela.
- Promenades et souvenirs (1854-1855), novela.
- Aurélia (1855), novela.